# 관성 봉입 핵융합

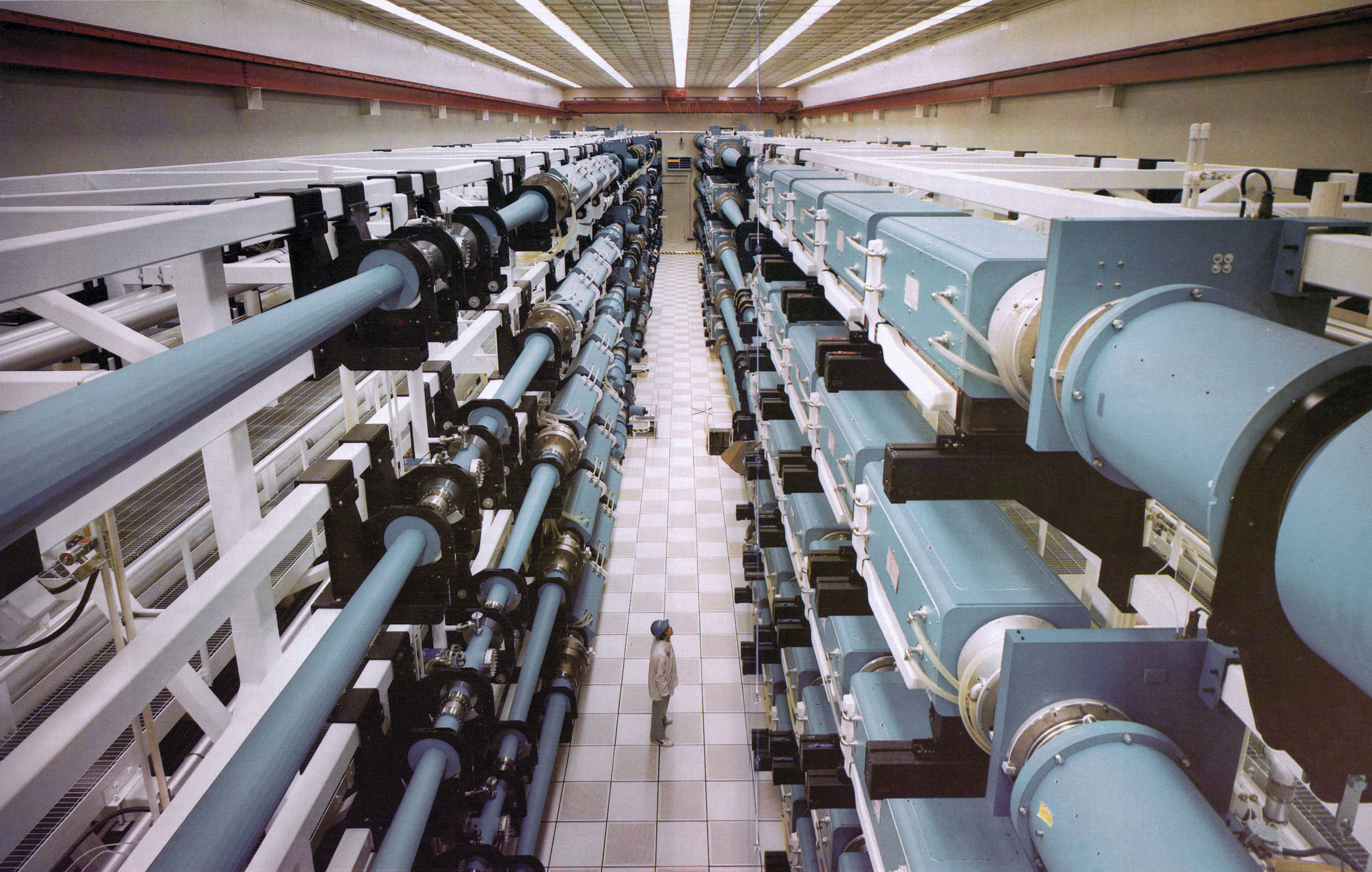

관성 봉입 핵융합(Inertial confinement fusion, ICF)는 핵 융합 반응을 연료 타겟에 열과 압력을 가함으로 발생시키는 융합 에너지 연구의 한 종류이다. 일반적으로 중수소나 삼중수소의 혼합물을 대부분 포함하는 펠렛의 형태인 타겟을 사용한다.
중수소와 삼중 수소로 이루어진 연료 펠렛에 레이저 에너지를 부여하여 펠렛이 관성에 의하여 정지하고 있는 사이 핵융합 반응을 일으키게 한다. 레이저 에너지에 의해 타깃(펠렛) 표면에서 주위로 분출하는 플라스마의 반작용으로 타깃은 압축되어 중심부의 고밀도화한 부분에서 핵융합 반응이 이루어진다.
연료에 열을 가하고 압축하기 위해서 에너지는 고 에너지 레이저나 전자나 이온을 사용하고, 타겟의 껍데기 부분에 에너지가 전달된다. 비록 여러 가지 이유 때문에 대부분의 거의 모든 ICF 최근 장치들은 레이저를 사용해왔다. 열을 받은 타겟의 껍데기는 밖으로 폭발하고 반응 힘을 타겟의 남은 부분에 준다.  그 힘들은 남은 부분을 안쪽으로 가속시키면서 타겟을 압축시킨다. 이 과정은 안쪽으로 향하는 충격파를 만들게 고안되었다. 충분히 센 충격파들은 연료의 중심에 열과 압력을 가할 수 있고 융합 반응이 일어날 수 있다.
이 반응에 의해 방출된 에너지는 주변의 연료를 가열할 것이고 온도가 충분히 높다면 융합 반응이 일어난다. ICF의 목적은 점화 라고 알려진 상태를 만드는 것인데 이 열 과정은 엄청난 비율의 연료를 태우는 연쇄 반응을 일으키게 된다. 일반적인 연료 펠렛은 핀의 대가리 사이즈이고 10 밀리그램의 연료를 포함하고 있다. 시행에서는 오직 작은 비율만 융합 반응을 겪을 것이다. 모든 연료가 소비된다면 한 배럴의 기름을 태우면 생기는 에너지에 맞먹는 에너지가 방출될 것이다.
ICF는 주요한 두 가지 융합 에너지 연구중의 하나이다. 나머지 하나는 자기장 봉입 융합이다. ICF이 초기 1970년대에 제기되었을 때, ICF는 융합 에너지 생산에 실용적인 접근으로 보였고 이 분야는 발전하였다. 1970년대 와 80년대의 실험에서 이 장치의 효율이 예상보다 훨씬 더 낮은 것으로 증명되었고 점화에 도달하는 것이 예상처럼 쉽지 않다는 것이 알려지게 되었다.
가장 큰 ICF 실험은 미국에서 시행된 NIF(National Ignition Facility)였다. 이미 시행된 수십년간의 경험을 사용하여 제작된. 하지만 그 이른 실험들같이 NIF는 점화상태에 도달하는데 실패했고 2013년에 필요한 에너지 수준의 3분의 1을 얻는데 그쳤다. 2013년 10월 7일에 이 설비는 핵융합의 상업화로 획기적인 사건을 성취해냈다고 평가받는다. 처음으로 연료 캡슐이 그곳에 넣어진 에너지 양보다 더 많은 에너지를 방출했기 때문이다. 이 NIF는 192 개의 매우 강력한 레이저 빔을 증폭시킨 후 이를 2 mm 정도에 불과한 한 점에 집중시켜 고온 고압 상태를 만들어 핵융합 반응을 유도한다. 이 레이저 시스템의 출력은 무려 500 테라와트 (TW : 1 조 와트) 에 달한다. 오랜 시간 중수소-삼중수소 연료에서 핵융합 반응시 나오는 알파 입자가 밖으로 빠져나오는 대신 연료 펠릿 내부의 온도를 높이는데 사용되도록 유도한 결과 (이 과정은 α-particle self-heating 라고 부름) 마침내 중수소-삼중수소 연료가 흡수한 것보다 더 많은 에너지를 핵융합을 통해 만들어 내도록 하는데 성공했다.
하지만 이것이 엄밀하게 말하면 NIF에 투입된 에너지보다 많은 에너지를 생산해낸 것은 아니다. 왜냐하면 NIF 에 투입된 에너지의 일부만이 레이저로 바뀌며 다시 레이저의 에너지의 일부만이 연료 펠릿을 뜨겁게 달구는데 사용되기 때문이다. 사실 NIF 레이저의 출력은 1.8 MJ 인데 핵융합 반응에서 나오는 에너지는 작년에 있던 실험에서도 14 kJ 수준에 불과할 정도로 낮은 편이다.
다만 같은 에너지를 투입해서 더 강력한 핵융합 반응을 유도할 수 있는 돌파구가 열린 셈이기 때문에 매우 큰 성과라고 할 수 있다. 핵융합 발전의 가능성은 얼마나 투입된 에너지보다 생산된 에너지가 많은지에 따라 달려있다. 그러기 위해서는 연료 펠릿 내부에서 알파 입자에 의해 스스로 온도가 올라가 자체적으로 큰 핵융합 반응이 일어나도록 유도할 필요가 있다.

## 설명

### 기본 융합과정
융합 반응은 더 가벼운 원자들, 수소같은 것들합쳐져 더 큰 것이 된다. 일반적으로 반응은 원자들이 이온화되어 전자가 열에 의해 자유로워지는 아주 높은 온도에서 일어난다. 그리하여 융합은 일반적으로 원자보다는 핵자에 관련되어 서술된다.
핵자들은 양전이 되어 있고 이 때문에 정전기력에 의해 서로를 밀어낸다. 이 척력을 이겨내는 것은 상당한 양의 에너지가 필요하고 쿨롱 장벽이나 융합 에너지 장벽이라고 알려져 있다. 일반적으로 더 적은 에너지가 더 가벼운 핵자를 융합시키는데 필요하다. 이는 더 적은 전하를 가지고 있어서 더 낮은 에너지 장벽을 가지고 있기 때문이다. 그리고 이들이 융합을 할 때 더 많은 에너지가 방출된다. 핵자의 질량이 증가함에 따라 반응이 더 이상 순 에너지를 방출하지 않는 점이 존재한다. 교차점은 철,Fe56이다.
에너지 관점에서 볼 때 최고의 연료는 중수소와 삼중수소의 일대일 혼합물이다. 두 개다 수소의 더 무거운 동위원소이다. 중수소와 삼중수소 혼합물은 높은 중상자 비율 때문에 더 낮은 장벽을 가지고 있다. 핵자에서의 중성자 존재는 그들을 핵력으로 같이 묶어놓을 수 있다. 반면에 양성자의 존재는 핵자를 정전기력으로 밀어낸다.
삼중수소는 양성자에 비해 중성자가 가장 높은 비율을 가진 것들 중 하나다 어떠한 안정하거나 약간 불안정한 핵종 중에서. 삼중수소는 두 개의 중성자와 하나의 양성자로 이루어져 있다. 양성자를 더하는 것 또는 중성자를 제거하는 것은 에너지 장벽을 높인다,
실제 융합 시스템에서, 속도는 아주 높게 증가되어야 한다.; 수 천 만도까지 가열되고 매우 압축되어야 한다. 태양 내부의 기압은 상상을 초월하기 때문에 태양내부 온도는 1500만도 정도에 핵융합 반응일 일어나는데 비해 1기압에서 살고 있는 지구상에서는 1억도 이상의 온도가 필요하다. 어떠한 특정한 연료가 융합하기 위해 필요한 온도와 압력은 로슨 조건이라고 알려져 있다. 이 조건들은 1950년대 이후에 첫 수소폭탄이 제작되고 난 이후에 알려졌다. 로슨 조건을 만족하기 위해서 지구에서는 도달하기 매우 어렵다. 이 사실로부터 왜 융합 연구가 높은 현재의 기술에 도달하기까지 오랜 기간이 걸렸는지 알 수 있다.

### ICF의 작동 원리
일반적으로 ICF 시스템은 레이저를 사용한다. 레이저 빔은 각자 1조배 또는 더 증폭되는 많은 빔으로 나뉜다. 이것들이 반응로에 들어가고 많은 거울에 의해 위치가 조정되고 타겟의 전체 면을 고르게 비춘다. 마치 수소폭탄의 연료 실린더의 밖 레이어가 분열 장치의 X선에 의해 비추어졌을 때처럼 레이저로 생긴 열은 타겟의 껍데기를 폭발시킨다. 면으로부터 폭발하는 물질은 안에 남은 물질을 큰 힘으로 안쪽으로 밀어 넣게 하고, 결국 거의 구의 형태로 붕괴한다. 현대의 ICF 장치에서 결과로 일어나는 연료 혼합물의 밀도는 납의 밀도보다 100배 정도이다. 이 밀도는 어떠한 융합 비를 만드는데 충분하지 않지만 연료의 붕괴과정에서 또한 충격파가 형성되고 연료의 중심으로 높은 속도로 이동한다. 이 충격파들이 연료의 다른 면에서부터 오는 다른 충격파와 중심에서 만날 때 그 지점의 밀도가 훨씬 더 크게 증가한다.
충격파에 의해 매우 높게 압축된 곳의 융합 비율은 상당한 양의 높은 에너지를 가진 알파 입자를 방출 할 수 있다. 주위의 연료의 높은 밀도 때문에, 그들은 열중성자화 되기 전에 에너지를 열로 방출하면서 짧은 거리를 이동한다. 이 추가적인 에너지는 추가적인 융합 반응을 만들 것이고 더 많은 높은 에너지의 입자를 방출할 것이다. 이 과정은 자기 지속적이고 이는 발화라고 알려져 있다.

레이저 핵 융합의 단계의 개요. 파란 화살은 방사를 나타내고 오렌지는 분출을 나타내고 보라색은 안쪽으로 이동되는 열에너지를 나타낸다.

1. 레이저 빔이나 X레이선은 빠르게 융합 타겟의 표면을 가열하고 주위를 플라즈마로 둘러싼다.
2. 연료는 뜨거운 표면 물질의 로켓 형태의 분출에 의해 압축된다.
3. 캡슐 안쪽으로의 마지막 가열 과정 동안, 연료 코어는 납의 밀도의 20배에 도달하게 되고 100,000,000 도씨에서 발화하게 된다.
4. 열핵 분열은 빠르게 압축된 연료를 통해 전달되고 투입 에너지의 수배를 생산한다.

### 문제점
ICF 시스템은 반응으로부터 유용한 힘을 생산하는 제 2의 에너지 추출 문제에 직면하게 된다. . 우선의 걱정중 하나는 어떻게 성공적으로 반응로에서 타겟과 레이저 빔을 방해하지 않고 열을 제거하냐는 것이었다. 다른 중대한 걱정은 융합 반응에서 방출된 매우 많은 수의 중성자들이 매우 높은 방사능을 가지고 있는 것이었다. 이 방사선 때문에 전통적인 금속인 강철 등으로 만들어진 융합 발전소는 수명이 짧았고 코어 보관통은 자주 바뀌어야만 했다.

## 같이 보기
- 기포 핵융합
- 레이저 메가줄